# Церква святого Івана Хрестителя (Львів)
Церква святого Івана Хрестителя — чинна церква УГКЦ у Львові на вулиці Варшавській, 33. Колишній костел Матері Божої Вервечкової.

## Історія
До 1930 року Клепарів був селом, що межувало зі Львовом і місцеві римо-католики належали до парафії при костелі святої Анни в місті. Через велику віддаль до церкви та значний ріст населення вже наприкінці XIX ст. існували плани будівництва на Клепарові власного костелу. 1899 року ґміна подарувала для цього земельну ділянку, а у 1904 це рішення затверджено повітовою владою. Того ж року за проектом невідомого архітектора збудовано муровану церкву. Освячено 1908 року. Служби відправляли священики з парафії святої Анни. Від 1910 року церквою опікувались отці реформати з костелу на вулиці Янівській (нині православна церква на вулиці Шевченка). Того ж року архієпископ Юзеф Більчевський виділив Клепарів у самостійну експозитуру, затверджену 1913 року. Під час Першої світової війни реквізовано 3 дзвони, а 1932 року куплено 2 нових. 1925 року утворено парафію. Розписи у дещо архаїчному класицизуючому стилі виконав 1934 року маловідомий живописець Владислав Лісікевич. Відомо, що у церкві було три вівтарі (головний і два бічних). Орган, виготовлений не раніше 1918, ремонтувався у 1932 і 1935 роках. Після утворення експозитури існували плани будівництва нового великого костелу. 1936 року на зустрічі парафіян було прийнято рішення будувати новий костел присвячений «вдячності до Королеви Корони Польщі за порятунок Львова від більшовицького наїзду 1920 року і повернення Львова у лоно Вітчизни».
1939 року Вітольд Равський розробив проект, який не було реалізовано через початок Другої світової війни (проект не зберігся). 1938 року опіку над церквою від реформатів перейняв о. Домінік Костял. 1946 священик виїхав, разом із тим вивіз багато церковного начиння, яке нині знаходиться в костелі святого Генрика у Вроцлаві та ймовірно в костелі святого Еразма і Панкратія у Єленій Ґурі. Церкву перетворено на склад. 1992 року переданий Українській греко-католицькій церкві. До 1997 року завершено реконструкцію і 6 липня того ж року наново освячений як церква святого Івана Хрестителя. В інтер'єрі виконано нові розписи. 

## Архітектура
Церква розміщена в місцевості Клепарів, на непарному боці вулиці Варшавської. Зорієнтований на осі схід-захід із головним фасадом та входом зі сходу. Поруч, із півдня стоїть одноповерхова мурована плебанія. Церква та плебанія поєднані триярусною стінною дзвіницею на три дзвони, в нижньому ярусі якої влаштовано в'їзд на подвір'я. Церква мурована, збудована з цегли, зовні та з середини тинькована. Складається з прямокутної трипряслової нави і півциркульної в плані абсиди. З півночі до нави та абсиди примикає прямокутна в плані захристія. Віконні прорізи нави, а також головний вхід до церкіи мають півциркульне завершення. Захристія має окремий вхід, а також прямокутне вікно на північній стіні. Церква має дерев'яні перекриття.
Головний фасад одноярусний, із високим фронтоном, почленований чотирма тосканськими пілястрами на три поля. Фронтон відділений карнизом. У центрі фронтон має півциркульно завершене вікно, вершина увінчана хрестом на постаменті, краї — чотирма обелісками. У бокових полях головного фасаду влаштовано півциркульно завершені ніші, в яких встановлено скульптури Матері Божої та Ісуса Христа. Бічні фасади не мають вертикальних членувань, натомість зверху влаштовано аркаду з маленьких стрільчастих арок. Усі півциркульні вікна обрамовані профільованою лиштвою, архівольти у формі кілевидних арок.
Дах вкритий бляхою, пофарбованою в зелений колір. Над навою двосхилий, над абсидою — стіжковий, що переходить у конічний, над захристією — триспадовий. Дах нави увінчаний бляшаною сиґнатуркою. На сиґнатурці мініатюрна цибуляста баня з хрестом. На кожному схилі даху нави влаштовано мініатюрні люкарни, також увінчані хрестами.

## Світлини

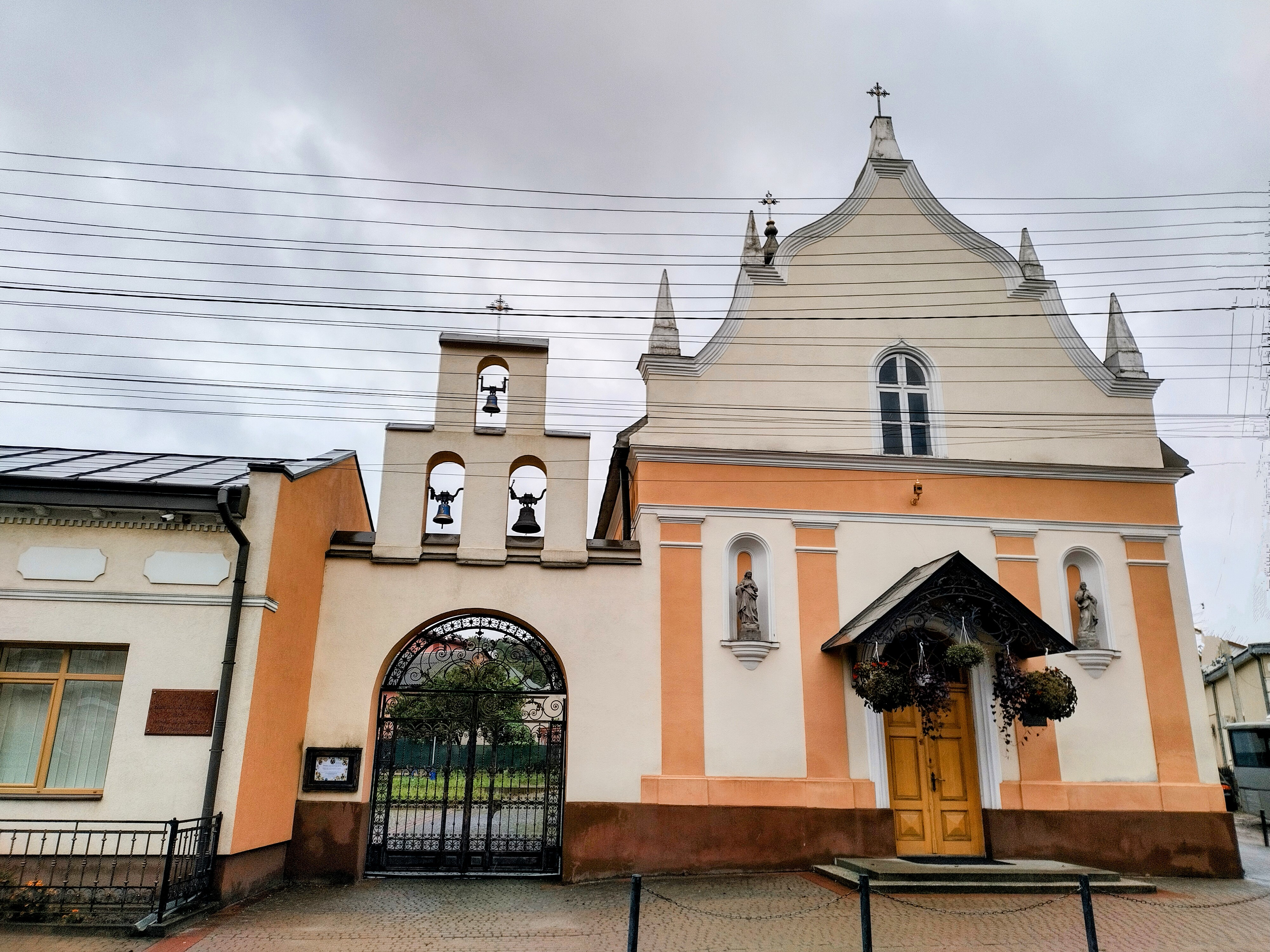
Головний фасад і брама